# Maimuna carmelica
Maimuna carmelica är en spindelart som beskrevs av Levy 1996. Maimuna carmelica ingår i släktet Maimuna och familjen trattspindlar.
Artens utbredningsområde är Israel. Inga underarter finns listade i Catalogue of Life.